# Künzelsau
Künzelsau település Németországban, azon belül Baden-Württembergben. Lakosainak száma 16 436 fő (2023. december 31.).

## Népesség
A település népessége az elmúlt években az alábbi módon változott:
| Lakosok száma | 11 182 | 11 785 | 12 213 | 11 760 | 11 663 | 12 561 | 14 819 | 15 001 | 14 802 | 16 436 |
|               | 1961   | 1967   | 1974   | 1980   | 1987   | 1993   | 2000   | 2006   | 2013   | 2023   |